# 羅沙達
羅沙達（1865年4月6日—1926年6月28日），葡萄牙軍人、殖民長官。
羅沙達於1905年擔任葡屬西非威拉省的總督。1908年調任澳門總督。1909年，又調任安哥拉總督，任期到1910年為止。
在第一次世界大戰期間，羅沙達作為葡軍在安哥拉南部的最高指揮官，抵抗德軍對安哥拉的入侵。戰後，與曼努埃爾‧德奧利維拉‧戈梅斯‧達科斯塔（Manuel de Oliveira Gomes da Costa）、João José Sinel de Cordes、安東尼奧·奧斯卡·德·弗拉戈索·卡爾莫納一起參加1926年5月28日政變，開創了國家專政（Ditadura Nacional）年代，並將在新政府中出任要職，但不久即生病，一個月後死去。